# Leon Payne
Leon Roger Payne (* 15. Juni 1917 in Alba, Texas; † 11. September 1969 in San Antonio, Texas) war ein US-amerikanischer Country-Musiker und Songwriter. Zu Paynes erfolgreichsten Kompositionen gehören Country-Klassiker wie Lost Highway und I Love You Because.

## Leben

### Kindheit und Jugend
Leon Payne, der von Geburt an blind war, wuchs im Wood County in Texas auf. Mit 18 Jahren absolvierte er seinen Schulabschluss an der Texas School für Blinde, die er seit seinem siebten Lebensjahr besucht hatte. Dort lernte er seine spätere Ehefrau Myrtle kennen und wurde von seinen Lehrern ermutigt, sich der Musik zu widmen. Payne begann, Gitarre, Klavier, Orgel, Schlagzeug sowie Posaune zu spielen und trat für Freunde und Bekannte auf.

### Karriere
Schon bald hatte Payne erste professionelle Engagements. Mitte der 1930er-Jahre spielte er in einer Reihe von regionalen Bands und hatte 1935 seinen ersten Auftritt im Radio. Zwei Jahre später trat er Bob Wills’ Texas Playboys bei, denen er zeit seiner Karriere locker verbunden blieb. Zur selben Zeit begann Payne, seine ersten Songs zu schreiben und bekam 1939 Gelegenheit, erste Platten einzuspielen. Bekannte frühe Stücke waren You Don’t Love Me But I’ll Always Care und Down Where the Violets Grow.
Die 1940er-Jahre verbrachte Payne größtenteils damit, als The Blind Texas Hitchhicker durch die Lande zu ziehen, in Vaudevilles und verschiedenen Country-Shows aufzutreten. 1948 wurde Payne Mitglied in Jack Rhodes’ Rhythm Boys und spielte gelegentlich mit Bob Wills. Ein Jahr später gründete er seine eigene Band, die Lone Star Buddies, die Payne als Gitarristen und Sänger, Frankie Surisek (Steel Guitar), Ernest Hunter (Fiddle), Peter Burke (Bass) und Joe Reesideau (Klavier und Akkordeon) einschloss. Mit dieser Gruppe bekam Payne Auftritte in erfolgreichen Shows wie dem Louisiana Hayride, dem Big D Jamboree und der erfolgreichsten Radioshow Nordamerikas, der Grand Ole Opry aus Nashville. Zur selben Zeit wurde er als Songschreiber erfolgreich. George Morgan hatte mit Paynes Cry-Baby Heart einen Hit und Hank Williams schaffte es mit Lost Highway auf Platz 12 der Country-Charts. Williams sollte mit They’ll Never Take Her Love from Me einen weiteren Titel von Payne in die Charts bringen. Leon Payne selbst hatte mit I Love Because 1950 seinen größten Hit. Er hatte den Titel für seine Frau und Jugendliebe Myrtle geschrieben. Später nahmen viele namhafte Künstler ihre eigene Version auf, darunter Ernest Tubb, Jim Reeves, Don Gibson Johnny Cash und eine Pop-Version von Al Martino. Selbst der junge Elvis Presley spielte während seiner Sun Sessions 1954 ein Cover des Songs ein.
In den folgenden Jahren hatten Musiker wie Hank Snow und Carl Smith immer wieder Erfolge mit Paynes Titeln. Payne spielte bis 1964 Platten ein; Mitte der 1950er-Jahre versuchte er sich bei Starday Records unter dem Pseudonym „Rock Rogers“ als Rockabilly und 1963 veröffentlichte er zwei Alben. 1965 erlitt Payne einen Herzinfarkt, in der Folge musste er seine Tourneen einschränken, gab die Musik aber nicht auf. Andere Künstler hatten auch weiterhin Erfolg mit seinen Titeln; Things Have Gone to Pieces wurde im selben Jahr für George Jones ein Hit und 1967 nahm Don Gibson Lost Highway auf.
Leon Payne starb 1969 aufgrund eines weiteren Herzinfarktes. Er wurde 1970 postum mit über 1000 komponierten Stücken in die Nashville Songwriters Hall of Fame aufgenommen.

## Diskografie

### Singles
Diskografie ist nicht vollständig.
| Jahr                    | Titel                                                      | #       | Anmerkungen                               |
| ----------------------- | ---------------------------------------------------------- | ------- | ----------------------------------------- |
| Decca Records           |                                                            |         |                                           |
| 194?                    | Pedro the Tamale Man / Don’t Be Afraid                     |         |                                           |
| 194?                    | The Face in the Crowd / You Haven’t Got a Heart            |         |                                           |
| 194?                    | A Lifetime to Regret / The Moon, Your God and You          |         |                                           |
| Bullet Records          |                                                            |         |                                           |
|                         | Empty Arms / Lipstick Trail                                | 647     | mit Jack Rhodes and the Lone Star Buddies |
| 1947                    | Don’t Try It / Lifetime to Regret                          | 649     | mit Jack Rhodes and the Lone Star Buddies |
| 1948                    | Lost Highway / Baby Boy                                    | 670     |                                           |
|                         | What’s the Need / Rollin’ Stone                            | 671     |                                           |
|                         | I Found Someone New / They’ll Never Take Her Love          | 672     |                                           |
| 1948                    | Cheaters Never Win / I’ll Stick by You                     | 679     |                                           |
| Capitol Records         |                                                            |         |                                           |
| 1949                    | You Still Got a Place / I Couldn’t Do a Thing              |         |                                           |
| 1949                    | I Miss That Gal / Did I Forget to Tell You?                |         |                                           |
| 1950                    | I Love You Because / ?                                     |         |                                           |
| 1950 (?)                | My Daddy / Because You Love Me                             |         |                                           |
| 1951                    | Great American Eagle / Fatal Letter                        |         | A-Seite mit Tex Ritter                    |
| 1951                    | I Don’t Know Why / If I Could Only Live My Live Over       |         |                                           |
| 1951                    | Empty Dreams / Farewell Waltz                              |         |                                           |
| 1951 (?)                | Lonely and Blue over Someone / A Million Years Ago         |         |                                           |
| 1951 (?)                | Teach Me To Forget / It’s Many A Mile Back Home            |         |                                           |
| 1952 (?)                | Gentle Hands / He’s the Light of the World                 |         |                                           |
| 1952 (?)                | I Want You to Love Me / How Can I Help It?                 |         |                                           |
| 1952                    | Polk Salad Green / Weeping Willow                          |         |                                           |
| 1953 (?)                | Lyin’ to My Heart / Mailman                                |         |                                           |
| 1953 (?)                | I Need Your Love / Wouldn’t It Be Beautiful?               |         |                                           |
| 1953 (?)                | If I Took the Time / Sister Sue Polka                      |         |                                           |
| 19??                    | I Love You Because / A Link in the Chain of a Broken Heart |         |                                           |
| 19??                    | Find Them, Fool Then and Leave Them / I Hate to Leave You  |         |                                           |
| 195??                   | A Link in the Chain of a Broken Heart / I Love You Because |         | Wiederveröffentlichung                    |
| 195??                   | I’m a Lone Wolf / I Just Said Goodbye to My Dreams         |         |                                           |
| Starday Records         |                                                            |         |                                           |
| 1954                    | We’re on the Main Line / I Die 10,000 Times a Day          |         |                                           |
| 1955                    | Christmas Everday / Christmas Love Songs                   |         |                                           |
| 1956                    | Doorsteps to Heaven / You Are the One                      |         |                                           |
| 1956                    | Two by Four / You Can’t Lean on Me                         |         |                                           |
| 1956                    | That Ain’t Right / Little Rock Rock                        |         | als „Rock Rogers“                         |
| 1956                    | All the Time / One More Chance                             |         |                                           |
| 1956                    | Sweet Sweet Love / A Prisoner’s Diary                      |         |                                           |
| 1963                    | Joe Lopez / You Stood Me Up This Morning                   |         |                                           |
| 1963                    | Close to You / Log Train                                   |         |                                           |
| 1964                    | September Memory / Six Foot Six                            |         |                                           |
| D Records               |                                                            |         |                                           |
| 1960                    | Brothers of a Bottle / Mitzie McGraw                       |         |                                           |
| 1960                    | There’s No Justice / With Half a Heart                     |         |                                           |
| 1960                    | Blue Side of Lonesome / Things Have Gone to Pieces         |         |                                           |
| Unveröffentlichte Titel |                                                            |         |                                           |
| 1956                    | - My Baby Left Me                                          | Starday |                                           |

### Alben
- 1963: Americana
- 1963: Leon Payne: A Living Legend of Country Music
- 2001: I Love You Because (Bear Family Werkausgabe)